# Liocranoides archeri
Liocranoides archeri är en spindelart som beskrevs av Norman I. Platnick 1999. Liocranoides archeri ingår i släktet Liocranoides och familjen Tengellidae. Inga underarter finns listade i Catalogue of Life.